# Economia de la informació
L'economia de la informació és la branca de l'economia que estudia la manera en la qual la informació afecta les decisions econòmiques. La informació té un paper especial, ja que és fàcil de produir-la, però difícil de controlar i avaluar la veracitat. El 1970 George Akerlof va publicar el document The Market for Lemons, fundant la teoria de l'economia de la informació, i ell i Joseph Eugene Stiglitz van rebre el Premi Nobel d'Economia l'any 2001 pel seu treball en economia de la informació.
L'economia de la informació estudia entre d'altres les asimetries de la informació, l'economia dels béns de la informació i l'economia de la tecnologia de la informació. La informació té un paper creixent en l'economia. Tant que necessitava un support material (llibre, disc...) es podia tractar com qualsevol mercaderia, però per la desmaterialització dels supports esdevé una mercaderia atípica dins del sistema capitalista: per la informatització i l'internet, el cost de la seva reproducció i distribució ha esdevingut una part infima del cost de la seva producció. Per la seva immaterialitat creixent, no respon a les lleis del mercat de productes materials, malgrat el desenvolupament del concepte de propietat intel·lectual i lleis per protegir-la. Paral·lment al programari i el contingut propietari, es desenvolupa cada vegada més informació fora dels circuits comercials. Així per exemple, a un grup de músics, ja no li cal necessàriament una empresa discogràfica per difondre les seves creacions.